# Randy Pie
Randy Pie was een Duitse band, die een mengeling speelden uit rock, jazz en funk.

## Bezetting
Oprichters
- Reinhard 'Dicky' Tarrach (drums)
- Bernd Wippich (leadzang, gitaar, tot 1976)
- Manfred Thiers (basgitaar)
- Jochen Petersen (saxofoon, fluit, gitaar, zang)
- Werner Becker (keyboards)

Voormalige leden
- Jean-Jacques Kravetz (keyboards, saxofoon, 1974-1975)
- Peter French (zang, 1977)
- Frank Diez (gitaar, 1977)
- Claus-Robert Kruse (keyboards, 1986)
- Nils O. Tuxen (gitaar, 1986)

## Geschiedenis
In 1973 bracht de band haar eerste album Randy Pie uit. Een tournee door het Verenigd Koninkrijk verliep relatief succesvol. Er waren echter moeilijkheden met de naam Randy, die geil of heet betekent, zodat ze af en toe optraden als Sandy Pie. In 1975 kwam hun tweede album Highway Driver op de markt en nog in hetzelfde jaar volgde Kitch. In 1976 verscheen England, England, waarvan de titelsong met succes werd uitgegeven als single. In 1977 ging de band met de nieuwe zanger Peter French (voorheen Atomic Rooster en Cactus) naar Los Angeles om daar onder regie van producent Spencer Poffer en met steun van de Duitse gitarist Frank Diez hun volgende plaat Fast Forward op te nemen. Het gewenste internationale succes bleef echter uit en korte tijd daarna werd de band ontbonden.
Tarrach en Thiers startten daarna samen met Michael Cretu het project Moti Special op.
In 1986 was er een kortstondige reünie. De band nam bij benadering in de oorspronkelijke bezetting (voor Kravetz kwam de Hamburgse toetsenist Claus-Robert Kruse) hun zesde album Magic Ferry op, dat echter zonder succes bleef. In 2009 speelde Bernd Wippich met gastmuzikanten onder de naam Randy Pie Reloaded meerdere concerten, onder andere in Hamburg.

## Discografie
- 1973: Randy Pie
- 1974: Highway Driver
- 1975: Kitsch
- 1976: England England
- 1977: Fast Forward
- 1986: Magic Ferry